# Вризакис, Теодорос
Теодорос Вризакис (греч. Θεόδωρος Π. Βρυζάκης; 19 октября 1814, Фивы — 6 декабря 1878, Мюнхен) — один из двух (вместе с Цокосом) самых видных художников первых послереволюционных лет Греции и основатель так называемой «Мюнхенской школы» греческой живописи.

## Биография
Вризакис родился в 1814 году в городе Фивы, Средняя Греция. Почти в самом начале Греческой революции в мае 1821 года его отец, Петрос Вризакис, был повешен турками. По одним источникам, по окончании Освободительной войны и после восхождения на греческий престол баварца Оттона, Вризакис был послан, со стипендией как сирота, в Греческое педагогическое училище в Мюнхен По возвращении в Грецию поступил в Школу искусств (впоследствии Афинская школа изящных искусств) после чего, получив стипендию, снова уехал в Мюнхен в 1844 году, где был принят в Академию Мюнхена. По другим источникам, из сиротского дома-школы на острове Эгина, учреждённом Каподистрией и в возрасте 18 лет был вывезен немецким филологом Фридрихом Тиршем в Баварию, где он и оставался до поступления в Академию Мюнхена.
О его жизни с момента поступления в Академию у его биографов нет разногласий.
В Мюнхене Вризакис прожил всю свою оставшуюся жизнь.
Его учителями и друзьями были такие видные художники филэллины эпохи романтизма, как Карл Вильгельм Гайдек, Петер фон Гесс, Heinrich von Mayer и другие. В 1845—1855 годах Вризакис много путешествовал по Европе и в 1848—1850 жил в Греции.
В 1855 году Вризакис принял участие во Всемирной выставке в Париже со своей работой Эксодос Месолонгиона (см. Третья осада Месолонгиона ). Эту картину Вризакис переписал сам как минимум два раза. Два оригинала сгорели во время пожара в Месолонгионе в 1929 году. Третий оригинал хранится в Национальной галерее в Афинах. Однако литографии картины распространялись с 1856 года.
В течение трёх лет 1861—1863 Вризакис расписывал греческую Благовещенскую церковь в английском городе Манчестере. В 1867 году Вризакис принял участие в выставке DelVecchio в Лейпциге с картинами Эксодос Мессолонгиона, Олимпиос, Георгакис, Лорд Байрон в Месолонгионе и Клятва в Святой Лавре.
Вризакис умер в Мюнхене в 1878 году и был погребён на Первом кладбище города. Согласно его завещанию, он оставил все картины своего ателье Афинскому университету и 760 марок на ремонт крыши греческой церкви Спасителя (Salvatorkirche) Мюнхена.

## Работы
Вризакис, вместе с художником Д. Цокосом, считается одним из двух самых видных художников первых послереволюционных лет. Хотя эти два художника дают несколько отличный от филэллинов взгляд на Освободительную войну, они по прежнему продолжают смотреть на неё глазами своих учителей, полных чувствами симпатии и восхищения к сражающемуся греческому народу. Если работы Цокоса, чья идеология была сформирована в либеральной атмосфере Ионических островов и Венеции, были более реалистическими но всегда в рамках его академического образования, то в работах Вризакиса прослеживается филэллинская ориентация окружения баварского короля Людвига с романтическими и идеалистическими картинами, даже в сценах боли и горя. Работы Вризакиса считаются характерными образцами греческих романтических художников 19-го века, получивших художественное образование в Германии и создавших так называемую «Мюнхенскую школу».
Его работы, почти все с греческой тематикой, характеризуются помпезной и ностальгической манерами романтических художников 19-го века. Уже при жизни художника, работы Вризакиса пользовались большим спросом как живое и достоверное отображение греческой истории. Многие из его работ получили широкую известность благодаря литографиям и другим воспроизведениям. В картинах Вризакиса, интерес художника сконцентрирован на одежде фигур и сценическом оформлении вокруг них. Однако в результате этой театральности его работ с трудом прослеживается какое либо чувство на лицах которые он отображает. Критики колко отмечают что Вризакис рассматривает свои темы глазами иностранца. Однако при всём этом и вне всякого сомнения, Вризакис является одним из главных основателей новейшей (поствизантийской) греческой живописи.